# Grupo B

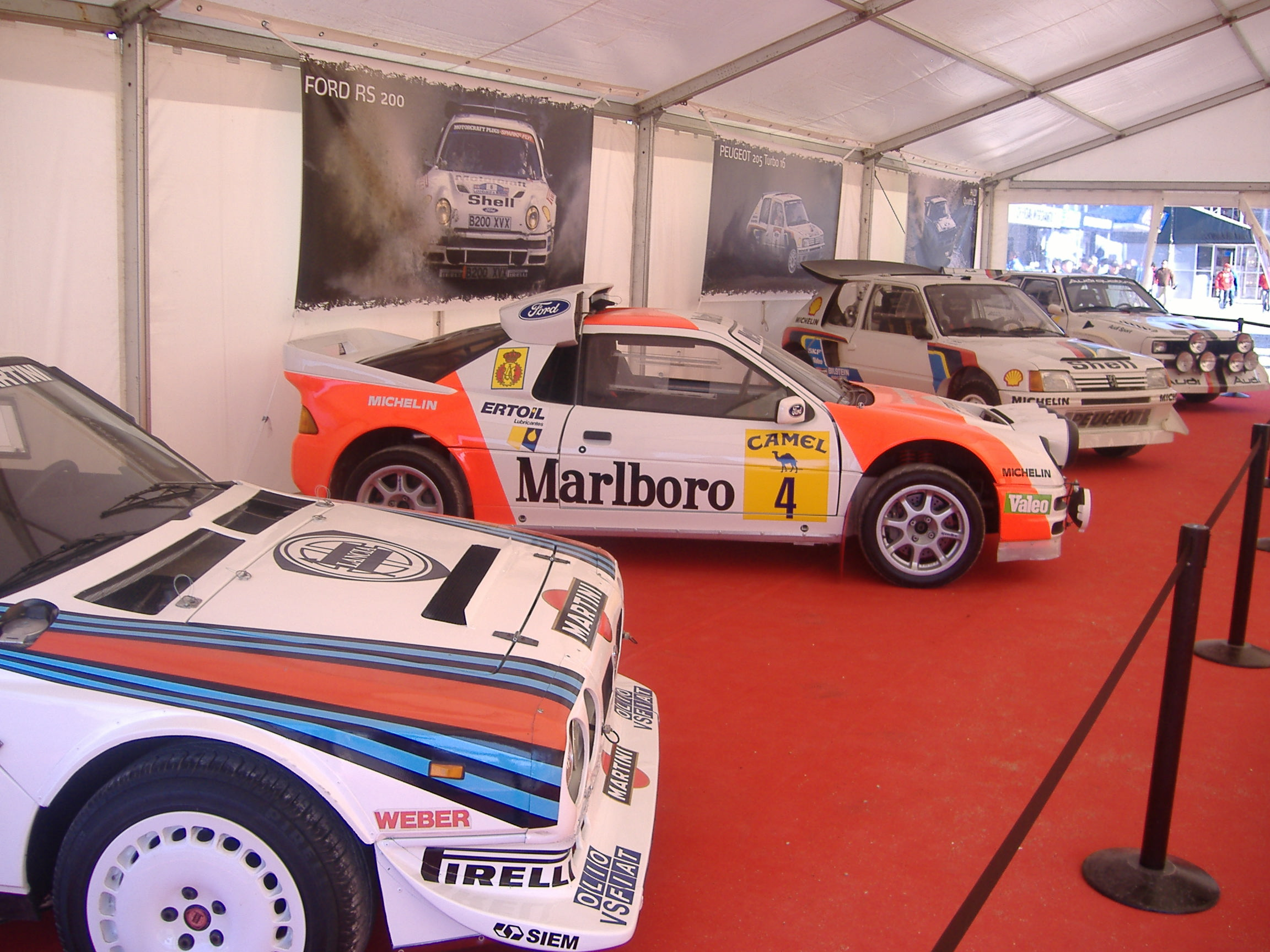
Varios vehículos que pertenecieron al grupo B: Lancia Delta S4; en primer término, Ford RS200; en el centro, Peugeot 205 T16 y Audi Quattro, al fondo.

El Grupo B se conformó a partir de una serie de regulaciones para automóviles de carreras establecidas por la FIA, (por entonces FISA) para su adaptación en competiciones de rally. Se establecieron en 1982 en sustitución del Grupo 4 y se prohibieron en 1986, tras una serie de accidentes mortales siendo sustituidos por el Grupo A. Los automóviles del grupo B, eran muy potentes, ligeros e introdujeron importantes novedades técnicas a la competición, como la tracción integral y los motores turboalimentados que permitieron elevar la potencia a nuevos límites. Entre los más representativos se encuentran: el Audi Quattro, el Lancia 037, el Peugeot 205 Turbo 16 y el Lancia Delta S4, entre otros.
La idea de la FIA de crear el grupo B era volver al concepto del Lancia Stratos, el primer coche diseñado exclusivamente para rally, animar a las marcas a entrar en el Campeonato Mundial de Rally para que crearan coches de competición al estilo del Renault 5 Turbo pero que recordaran a los de calle. Lo que si se pasó por alto fue el apartado de seguridad, prácticamente su reglamentación era inexistente: se establecieron pesos mínimos muy bajos, no se pusieron límites en cuanto a la potencia y se permitieron el uso de chasis tubulares y carrocerías de fibra con cristales de plástico. Esta reglamentación tan permisiva acompañada de la posibilidad de uso de motores con turbo y materiales ligeros dieron el paso al nacimiento de una generación de coches tan fascinantes como peligrosos. Sólo tres años después de su aparición fueron prohibidos para siempre. Aunque en la actualidad los World Rally Car consiguen rebajar los tiempos de los del grupo B, para los aficionados que vivieron aquella época, considerada como la época dorada, los rallyes nunca volverán a ser como entonces.
En 1982 entró en vigor la normativa que sustituía a la vieja legislación que databa de la década de los 60. Esta dividía a los vehículos de rally en tres clases: N, A y B. La primera estaba compuesta por automóviles de serie con apenas modificaciones, similar al anterior Grupo 1. La segunda clase otorgaba una mayor permisividad en la preparación y sustituía al grupo 2, y la tercera,  el Grupo B, se asemejaba al grupo 4 aunque más alejado. Esta reglamentación permitía a las marcas construir vehículos exclusivamente para competición con la condición de fabricar solo 200 unidades para el mercado y además las nuevas piezas o evoluciones de los mismos, podrían homologarse con solo fabricar 20 coches más. Las marcas disponían entonces de una normativa que les permitía fabricar coches desde cero, abaratando costes y sin necesidad de fabricar las unidades de manera masiva.

## Características

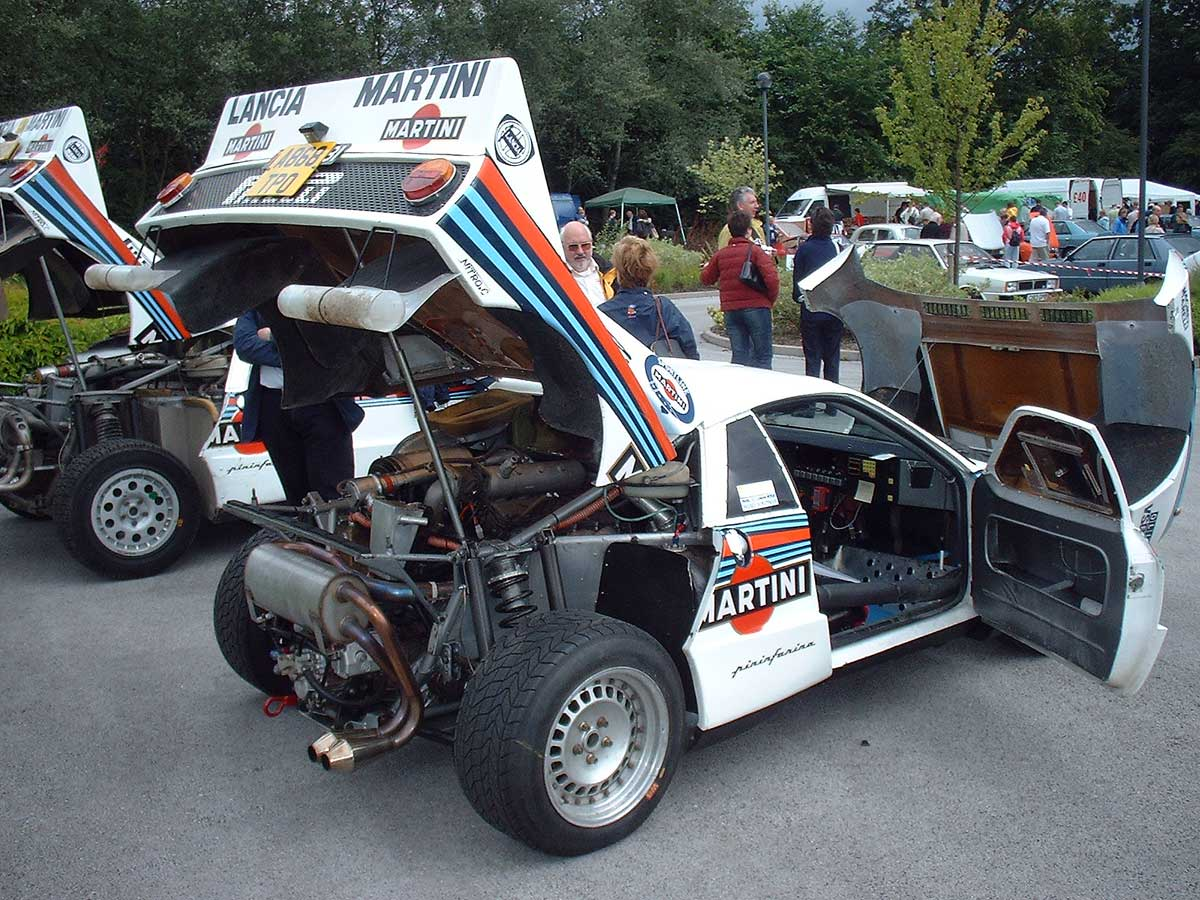
Aspecto de un Lancia 037. Se puede apreciar la carrocería montada sobre un chasis tubular y motor central.

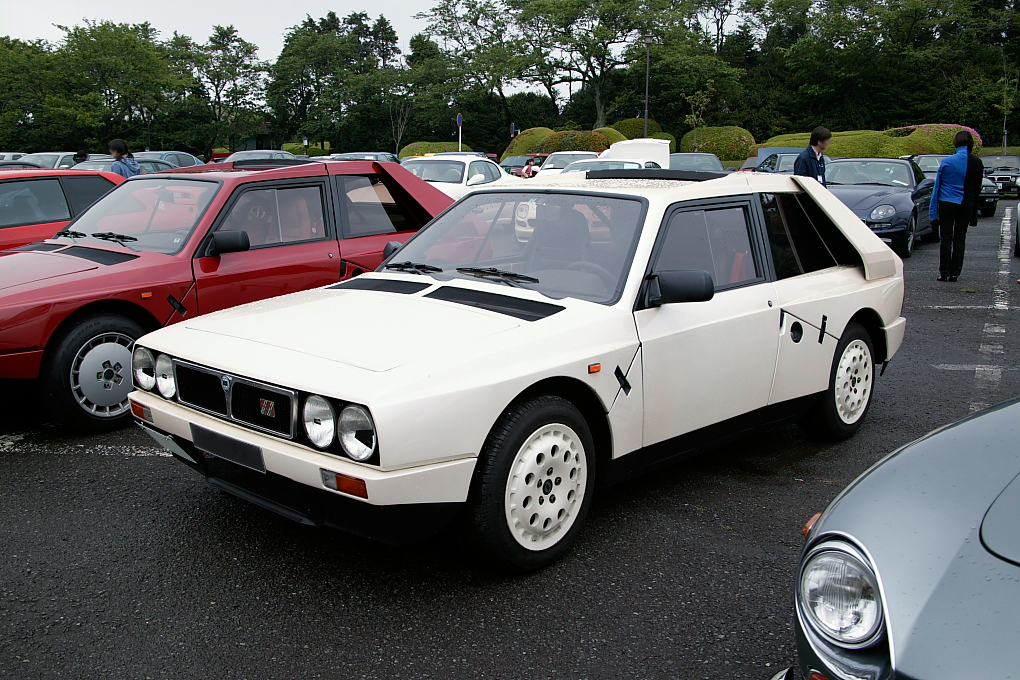
Versión de calle de un Lancia Delta S4. Las marcas debían comercializar 200 unidades para poder homologarlos como grupo B.

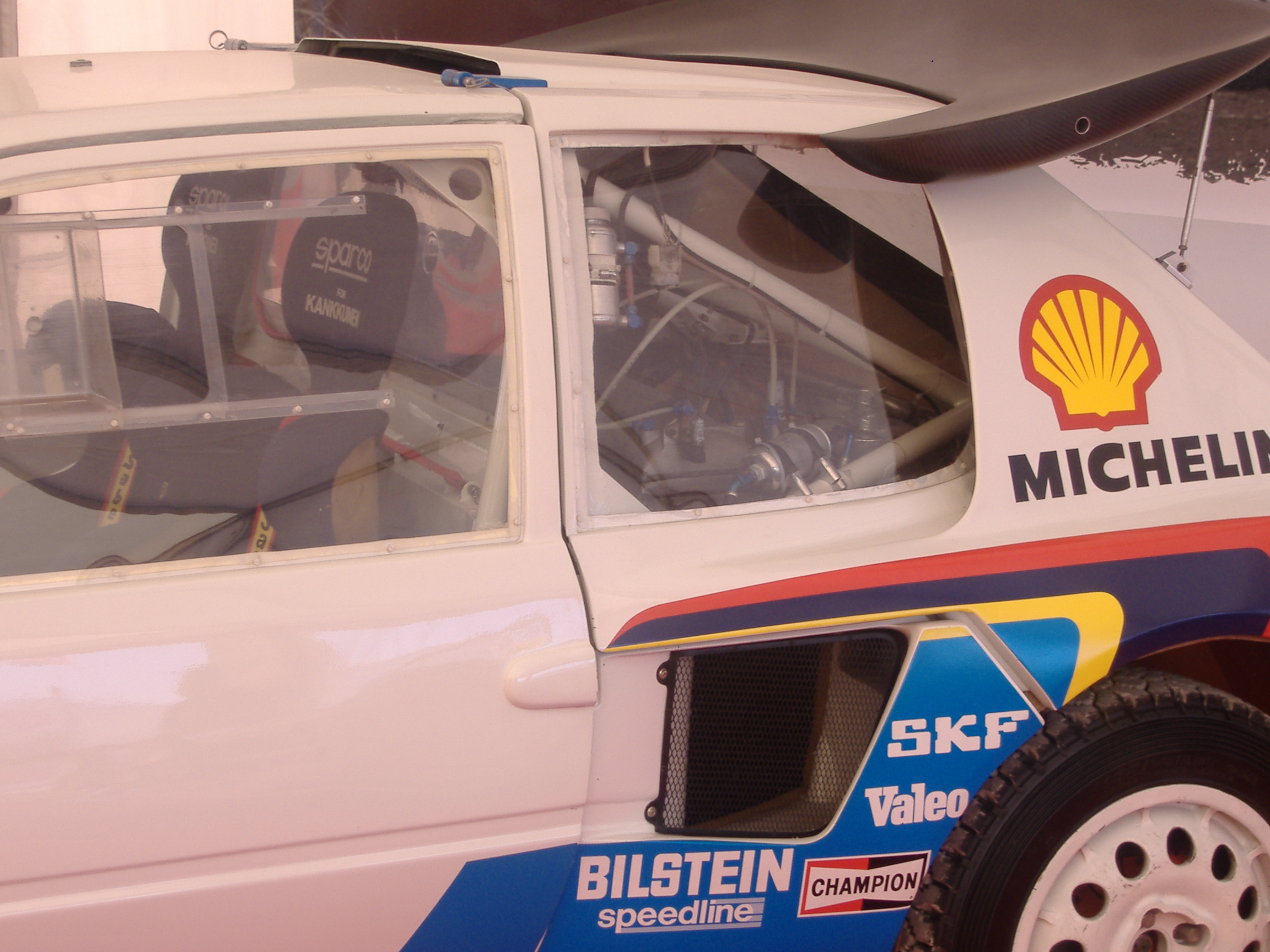
Detalle del Peugeot 205 T16. Se aprecia el motor central el alerón trasero y la toma de aire lateral.

La mayoría de los vehículos del grupo B tenían tracción a las cuatro ruedas, excepto el Lancia 037 y el Renault 5 Maxi Turbo, los primeros vehículos que obtuvieron la homologación, puesto que conservaba la tracción trasera, o el Toyota Celica Twincam Turbo también con tracción trasera. La mayoría llevaban motor central, salvo el Audi Quattro o el Citroën BX 4TC ambos de motor delantero. Cada uno de estos automóviles estaban construidos sobre un chasis tubular rodeado de una carrocería ligera de fibra, por este motivo el parecido con el modelo de calle era, por lo general, mínimo, tan solo las unidades construidas para obtener la homologación por parte de la FIA eran similares a los de competición. Se caracterizaban además, por su gran potencia, la mayoría ascendían de los 300 cv, llegando incluso a alcanzar los 500 cv como el Peugeot 205 Turbo 16. La introducción de motores turboalimentados y otros adelantos tecnológicos permitieron ganar potencia extra nunca antes conseguida en la competición. En ese sentido uno de los vehículos más destacados fue el propio Peugeot 205 Turbo 16, un vehículo con chasis tubular, motor central y capós desmontables de fibra. El coche francés se mostraba similar al Audi Quattro, por su motor turbo y la tracción y al Lancia 037 por su ligereza pero se mostraba muy equilibrado, más que ningún otro coche del mundial. El 205 mostró el camino a seguir al resto de marcas y con él, se inició una escalada tecnológica sin precedentes: llegaron los diferenciales centrales tipo Torsen y los diferenciales viscosos, alternativos al diferencial del Quattro, ineficaces en asfalto y muy subviradores. Se trabajó en los embragues electrónicos, aparecieron los primeros materiales ligeros de tipo composite (kevlar, grafito, fibra de carbono, etc). También se mejoraron otros elementos mecánicos como la carrocería, los frenos, la inyección de agua que refrigera el motor y sobre todo se mejoró la electrónica, que ayudaba a dar más caballos de potencia. El turbo se mejoró notablemente ya que daba toda la potencia que se precisaba sumado a la tracción integral y todo ello acompañado de combustible de aviación, con más octanaje, pero altamente inflamable, con el que se alimentaban los motores, contribuyendo al nacimiento de los coches más sofisticados de la historia de los rallyes. Para lograr todo esto, las marcas contrataron ingenieros, algunos de ellos procedentes de la Fórmula 1, y a preparadores de motores e incluso contaron con expertos en aerodinámica.
Para seguir la estela de Peugeot, Audi mejoró el Quattro desarrollando varias evoluciones. El coche ganó potencia, se le acortó la distancia entre ejes y se le incorporaron elementos aerodinámicos para que, en el caso de la última evolución, el Sport Quattro que contaba con 550 caballos, se evitara que literalmente el coche despegara del suelo nada más pisar el acelerador.  Lancia enseguida sustituyó el 037 por el Lancia Delta S4, que imitaba al 205 T16: motor central, tracción integral y chasis tubular. Además la marca italiana le añadió un turbo al compresor para ganar caballos. Otras marcas también trabajaron en construir sus propios modelos del grupo B con tracción trasera, aunque pronto abandonaron al ver la ineficacia de este sistema frente a los nuevos modelos que competían en el mundial. Los que si construyeron vehículos eficaces fueron, Austin Rover, que lanzó el MG Metro 6R4 de motor central y atmosférico de 6 cilindros en v, y Ford, que dispuso del Ford RS 200 de motor central y carrocería coupé. Toyota homologó su viejo Celica, y sacó el Toyota Celica TwinCam Turbo, que logró seis victorias en el mundial y por su parte, Citroën desarrolló el Citroën BX 4TC un coche que solo apareció en tres ocasiones en el mundial y que contaba con un motor delantero que resultó poco competitivo y excesivamente grande.

### Características técnicas
- Características técnicas de algunos automóviles del grupo B.

| Modelo               | Año  | Posición motor | Cilindros | Cilindrada | Potencia | Tracción | Peso    | Marchas | Potencia (Kg x CV) | Notas  |
| -------------------- | ---- | -------------- | --------- | ---------- | -------- | -------- | ------- | ------- | ------------------ | ------ |
| Lancia 037           | 1983 | Central        | 4         | 1.995 cc   | 300 cv   | Trasera  | 960 kg  | 5       | 3,2                | [ 7 ]  |
| Audi Quattro A1      | 1983 | Delantero      | 5         | 2.144 cc   | 370 cv   | Integral | 1100 kg | 5       | 2,9                | [ 5 ]  |
| Peugeot 205 Turbo 16 | 1985 | Central        | 4         | 1.775 cc   | 500 cv   | Integral | 910 kg  | 5 o 6   | 1,8                | [ 7 ]  |
| Lancia Delta S4      | 1985 | Central        | 4         | 1.759 cc   | 450 cv   | Integral | 890 kg  | 5       | 1,9                | [ 11 ] |
| Renault 5 Maxi Turbo | 1985 | Central        | 4         | 1527 cc    | 350 cv   | Trasera  | 906 kg  | 5       | 2,6                | [ 12 ] |

### Clases del grupo B
Dentro del grupo B había varias clases basadas en la capacidad del motor. Cada clase tenía un peso límite y un máximo de tamaño de llanta. Por ejemplo para un motor de una capacidad de 1000 cc se establecía un peso mínimo de 580 kg y un ancho igual o menor a 16 pulgadas (406.4 mm).
| Capacidad CC | Peso     | Ancho de rueda | Notas  |
| ------------ | -------- | -------------- | ------ |
| 1000 cc      | 580 kg   | 16"            | [ 13 ] |
| 1.300 cc     | 675 kg   | 17"            | [ 13 ] |
| 1.600 cc     | 750 kg   | 18"            | [ 13 ] |
| 2.000 cc     | 820 kg   | 20"            | [ 13 ] |
| 2.500 cc     | 890 kg   | 22"            | [ 13 ] |
| 3.000 cc     | 960 kg   | 22"            | [ 13 ] |
| 4.000 cc     | 1.100 kg | 24"            | [ 13 ] |
| 5.000 cc     | 1.235 kg | 26"            | [ 13 ] |
| 5.000 cc     | 1.300 kg | 28"            | [ 13 ] |

#### Limitaciones
| Cilindrada | Cilindrada | Peso mínimo | Ancho rueda | Notas  |
| Aspiración | Turbo      | Peso mínimo | Ancho rueda | Notas  |
| ---------- | ---------- | ----------- | ----------- | ------ |
| 4.000 c.c. | 2.857 c.c. | 1.100 kg    | 24"         | [ 14 ] |
| 3.000 c.c. | 2.142 c.c. | 960 kg      | 22"         | [ 14 ] |
| 2.500 c.c. | 1.785 c.c. | 890 kg      | 22"         | [ 14 ] |
| 2.000 c.c. | 1.428 c.c. | 820 kg      | 20"         | [ 14 ] |

### Seguridad y accidentes
La seguridad fue el punto débil de los del grupo B. La reglamentación en cuanto a la misma era prácticamente inexistente: se establecieron pesos mínimos muy bajos y no se pusieron límites en cuanto a la potencia, todo ello provocó que una serie de accidentes mortales llevara a su prohibición en 1986. Entre los más relevantes destacan: el accidente de Ari Vatanen a bordo del Peugeot 205 T16 en el Rally de Argentina de 1985, que casi le cuesta la vida y lo apartó un tiempo de la competición; el de Attilio Bettega que en el Rally de Córcega de 1985 se salió de la pista y chocó contra un árbol lo que le costó la vida, mientras que su copiloto salía ileso; el de Rally de Portugal de 1986, una salida de carretera del piloto portugués Joaquim Santos con su Ford RS200 provocó la muerte de tres espectadores y más de una treintena de heridos, y sobre todo el de Henri Toivonen y su copiloto Sergio Cresto que perdieron la vida mientras disputaban el Rally de Córcega de 1986 a bordo de un Lancia Delta S4. En el Rally Safari de 1986, hubo un muerto por atropello, y en una prueba de Suiza, en el Hessen Rally —puntuable para el campeonato de Europa— el piloto Marc Surer sufrió un grave accidente cuando conducía un Ford RS200 donde falleció su copiloto Michel Wyder.
La gran potencia de estos automóviles llamó la atención incluso de los médicos de algunos equipos. El doctor del equipo Peugeot, Jean Duby, y el de Lancia, Bartoletto, e incluso Moser, el médico del equipo de fútbol italiano Juventus, declararon en alguna ocasión la necesidad de «dulcificar» los rallies, ya que un estudio había revelado que el «desgaste sufrido por un piloto de rallies en una etapa era equivalente al de un ciclista en la más dura etapa del Tour.».

## Competición
El 1 de enero de 1982 la normativa para el grupo B entró en vigor, sin embargo, debido a la rápida introducción ninguna marca había tenido tiempo de desarrollar ningún vehículo bajo esta nueva normativa por lo que ese año los equipos oficiales todavía competían con los viejos grupo 4, ya que la FIA dejó que ambas reglamentaciones convivieron juntas. Lo que si se vio fue los primeros ingredientes que tiempo después darían en los del grupo B, con la introducción por parte de Audi del Audi Quattro, un vehículo con tracción a las cuatro ruedas y motor turbo, precisamente las dos características de los coches de la nueva normativa.
Las primeras marcas en desarrollar vehículos del grupo B fueron Audi, que solo tuvo que adaptar el Quattro a la normativa, y Lancia, que construyó el Lancia Rally 037, con la curiosidad de que este modelo no incorporaba todavía la tracción integral, puesto que el director deportivo de la marca, Cesare Fiorio no creía en ella por una razón de peso extra y si en el compresor que se incorporó al 037 con una progresividad de respuesta muy interesante, muy eficaz a bajo régimen, más que el de su rival directo, el Quattro. Lo que si demostró el 037 fue, que el límite para un coche de carretera en un solo eje estaba en los 300 cv, por encima de eso la conducción resultaba imposible y los neumáticos se degradaban demasiado rápido. Por encima de los 300 cv se hacía necesario echar mano de las cuatro ruedas motrices y para gestionar tanta potencia, algo más, que no llegaría hasta la introducción del Peugeot 205 Turbo 16 en 1984.

### Temporada 1983
Los primeros grupo B oficiales que compitieron en 1983, fueron el Audi Quattro, el Lancia 037, el Renault 5 Turbo, el Nissan 240RS, el Citroën Visa y el Toyota Celica TwinCam Turbo. El Audi Quattro y el Lancia 037 consiguieron la mayoría de las victorias, ambos con cinco, mientras que el Opel Ascona 400, en el Safari, y el Toyota Celica Twincam Turbo en el Costa de Marfil, subieron a lo alto del podio, gracias en parte a la ausencia de los equipos oficiales en ambas pruebas.
El Audi Quattro, que ya había conseguido entre 1981 y 1982, como grupo 4, diez victorias, obtuvo la primera victoria como grupo B (Quattro A1), en el Rally de Suecia pilotado por Hannu Mikkola. El piloto finés repetiría victoria en Portugal y posteriormente la marca sacaría la siguiente evolución, el Quattro A2, con el que lograría tres victorias más ese año, en Argentina, en Finlandia y en Gran Bretaña. El Quattro se mostró superior en superficies más complicadas (nieve, tierra o barro) frente a su rival más directo, el Lancia 037 que por su parte lograría cinco victorias, tres de ellas sobre asfalto: Montecarlo, Córcega, Acrópolis, Nueva Zelanda y San Remo. El título de pilotos fue para Mikkola (Audi) que se impuso al alemán Walter Rohrl (Lancia), mientras que el de constructores se lo adjudicó Lancia con una ventaja de solo dos puntos sobre Audi.

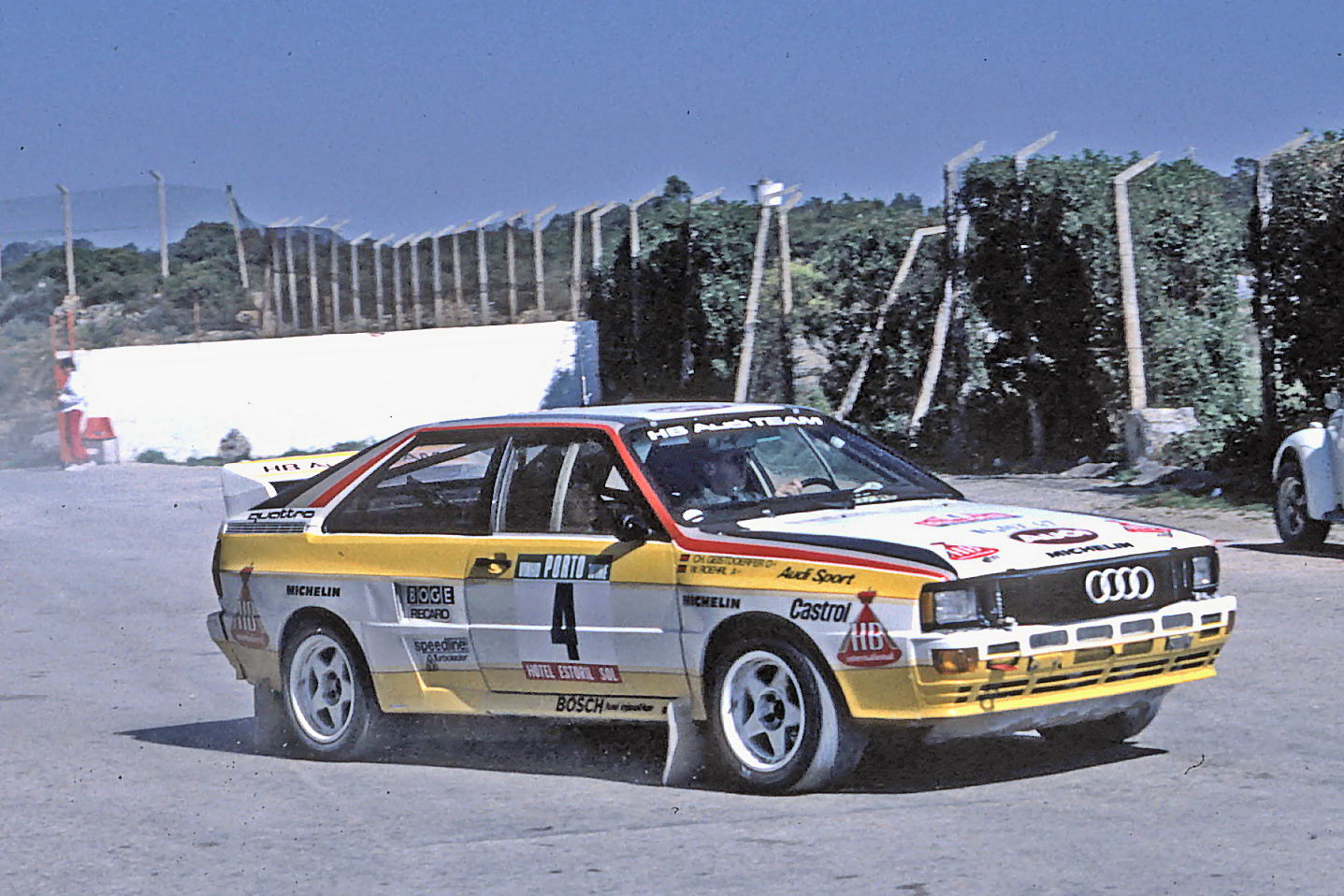
Walter Rohrl en el Rally de Portugal de 1984.

### Temporada 1984
En 1984 Audi siguió compitiendo con el Quattro A2 e introdujo otra evolución: el Quattro Sport. Lancia estrenó también evolución del 037 y el resto de marcas no mostraron ninguna novedad, salvo el estreno del Mazda RX-7 y del Peugeot 205 Turbo 16 a mediados de campeonato. Al igual que el año anterior, se vivió un duelo entre Lancia y Audi, y salvo por la victoria en el Safari del Toyota Celica Twincam Turbo y las tres del 205 T16 el resto de pruebas fue un dominio del Quattro con siete victorias y la adjudicación del título de pilotos, que fue para Stig Blomqvist, y el de constructores.  Lancia solo pudo conseguir una victoria en Córcega y el subcampeonato de marcas. En el Costa de Marfil, donde venció el Quattro de Blomqvist, el piloto keniata Dave Horsey, logró terminar en la quinta posición con el Peugeot 504 Pickup, el único automóvil pickup de grupo B.
Peugeot presentó en el Rally de Córcega el Peugeot 205 Turbo 16. El piloto encargado de pilotarlo fue el finés Ari Vatanen y a punto estuvo de llevarse la victoria, de no ser por una salida en la tercera etapa del rally. Vatanen que lideraba la carrera, frenó en un charco y se salió destruyendo el coche y dislocándose el hombro. En el Acrópolis se vivió la misma historia y Vatanen volvió a salirse cuando dominada la carrera. Sin embargo en Finlandia se llevó la victoria y repitió éxito, en el San Remo y en el RAC de Inglaterra.

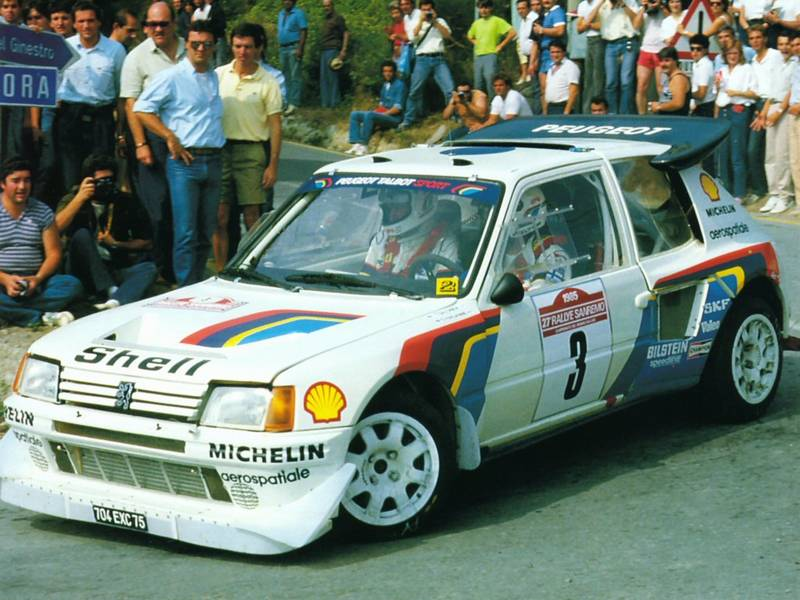
Timo Salonen con el Peugeot 205 T16 en el Rally de San Remo. Peugeot dominó el campeonato logrando el título de pilotos y constructores.

### Temporada 1985
La temporada 1985 fue un claro dominio del Peugeot 205. Venció en las tres primeras pruebas: Montecarlo, Suecia y Portugal, en las dos primeras con Ari Vatanen y la tercera con Timo Salonen. En Safari volvió a vencer el Celica y en Córcega, el Renault 5 Maxi Turbo logró la victoria pilotado por Jean Ragnotti en una edición salpicada por la tragedia, debido a la muerte del piloto italiano Attilio Bettega a bordo de un Lancia 037. El 205 logró cuatro victorias más y de manera consecutiva con Salonen: Acrópolis, Nueva Zelanda, Argentina y Finlandia dejando prácticamente sentenciado el campeonato a falta de tres pruebas. A pesar de las grandes revisiones que se hicieron al Audi Quattro, este solo venció en San Remo con Walter Rohrl como piloto, mientras que Peugeot dominó la temporada adjudicándose ambos títulos, aunque no sin complicaciones: Vatanen se salió de la carretera en el Rally de Argentina, sufriendo graves heridas cuando los anclajes de su asiento se rompieron con el impacto. Por su parte el 037 solo consiguió tres podios: Portugal, Finlandia y San Remo.
Ese año, otros modelos se estrenaron como parte del grupo B. En la última prueba de la temporada, en Gran Bretaña, Lancia sustituyó su 037 por el Delta S4, el cual tenía tanto un turbocompresor como un sobrealimentador para incrementar la potencia y que debutó con victoria con Henri Toivonen al volante. Tras su retirada en 1979 Ford se disponía a volver al campeonato del mundo en 1985 y planeó su regreso con la construcción del Ford Escort RS 1700 Turbo, un vehículo de tracción trasera, concebido como una actualización del RS 1800 pero con motor turbo y basado en la generación del Ford Escort lanzada en 1981. Cuando la marca estaba lista para construir las 200 unidades para homologarlo, Peugeot lanzó el Peugeot 205 Turbo 16 por lo que Stuart Turner, jefe del departamento deportivo, se replanteó el proyecto temeroso de que no fuese competitivo por lo que canceló el proyecto y encargó a Tony Soughgate (ingeniero jefe) que desarrollase un modelo totalmente nuevo. De esta manera nació el Ford RS 200 aunque una serie de problemas retrasó su homologación prevista inicialmente para 1985 pero retrasada hasta el 1 de febrero por lo que su debut no fue hasta el Rally de Suecia. El modelo de Ford disputó solo cuatro pruebas en 1986 siendo el mejor resultado obtenido el tercer puesto de Kallen Grundel precisamente en Suecia. Por su parte Citroën desarrolló el Citroën BX 4TC, el cual resultó ser muy pesado y, por lo tanto, con pocas posibilidades de triunfar y Rover creó el distintivo MG Metro 6R4, con un diseño cuadrado y un gran spoiler al frente que logró en su debut, en el Rally de Gran Bretaña, su mejor resultado, un tercer puesto logrado por el piloto Tony Pond.

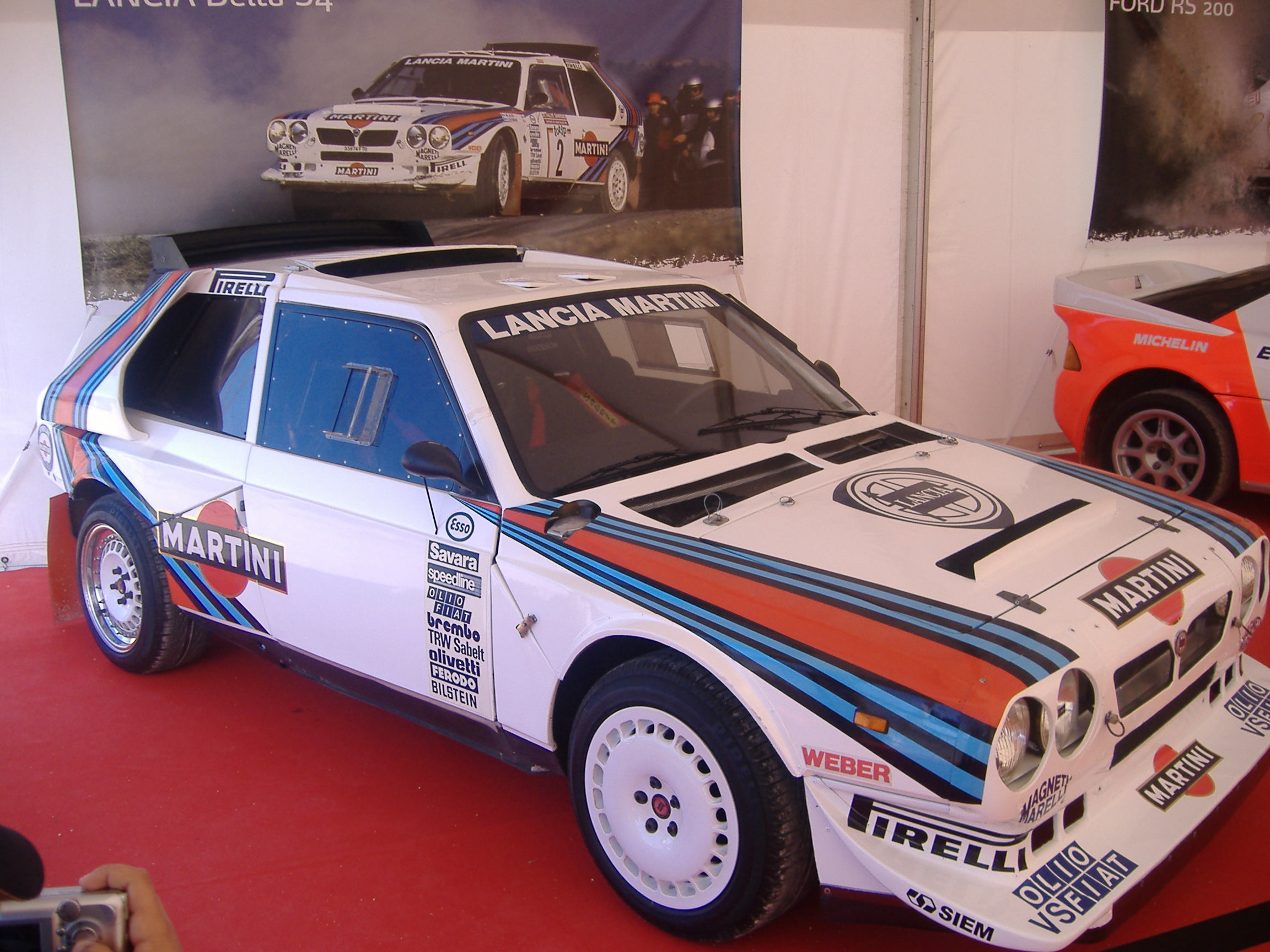
El Lancia Delta S4 fue triste protagonista de la temporada por el accidente en Córcega.

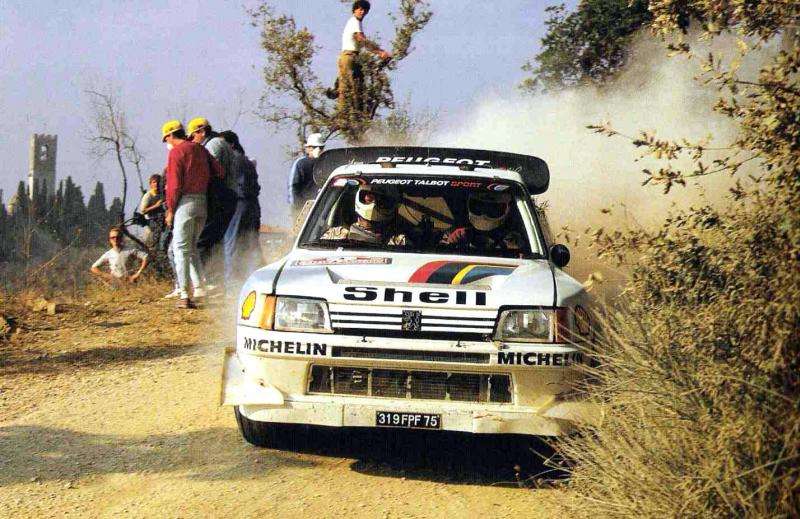
Juha Kankkunen en el polémico Rally de San Remo de 1986.

### Temporada 1986
Los últimos grupo B que compitieron en el mundial fueron, en la temporada 1986, coches muy ligeros y con potencias de alrededor de 500 caballos. Entre ellos destacaba el Delta S4 (890 kg para 450 cv), el Peugeot 205 Evo 2 (con 910 kg para 500 cv) y el Audi Sport S1 (con 1.090 kg con 550 cv).
En Portugal se vivió el primer drama. En el primer tramo, Lagoa Azul 1, el piloto local Joaquim Santos se salió de la carretera con su Ford RS200 embistiendo a los espectadores que allí se encontraban, provocando la muerte a tres de ellos, dos niños y una mujer, y una treintena de heridos. En el Rally de Córcega se vivió la misma tragedia ocurrida un año antes: durante la disputa del tramo número dieciocho, el piloto Henri Toivonen que venía liderando el rally desde el cuarto tramo, marcando el mejor tiempo en doce tramos, sufrió una salida de pista con su Lancia Delta S4 precipitándose por un barranco que causó un incendio al instante donde murieron él y su copiloto Sergio Cresto. Inmediatamente los equipos oficiales se retiraron en señal de duelo y posteriormente tras el término de la temporada, la FISA decidió prohibir los grupo B para el año siguiente. Tras el incidente de Córcega, Audi y otras marcas abandonaron la competición y solo Lancia y Peugeot completaron el resto de la temporada.
Además de los incidentes mortales también se vivió un momento de polémica en Rally de San Remo. En la tercera etapa de la prueba los comisarios decidieron descalificar a los tres Peugeot que quedaban en carrera (Salonen se había retirado), por unos listones de madera que llevaban en la parte inferior del chasis y que sostenían un dispositivo de efecto suelo, que sin embargo habían sido usados en las primeras carreras de la temporada. Aunque este dispositivo había sido retirado debido a la prohibición de la FISA, los soportes no, motivo por el cual fueron excluidos. Peugeot apeló la decisión, ya que Kankkunen veía comprometido el título y dejaba además a Andrea Zanussi sin el campeonato de Italia. Todo se interpretó como una maniobra de Lancia, que tras perder el título de constructores quería lograr el de pilotos, y de la FISA, molesta por las críticas de Peugeot por la imposición de los autos grupo A para 1987. El 17 de diciembre de ese mismo año y con el título decidido para Alén, la FISA vio ilegal la descalificación de los Peugeot en San Remo, y ante la imposibilidad de recolocar los coches en la clasificación decidió anular los resultados, que le concedió el título a Kankkunen.
Las últimas pruebas en las que compitieron los autos grupo B fueron, el RAC de Inglaterra donde se vio un duelo entre los Delta S4, los 205 T16 y los Metro 6R4 y el Rally Olympus donde Alén y Kankkunen se enfrentaron de nuevo con victoria para el primero.

### Vida posterior

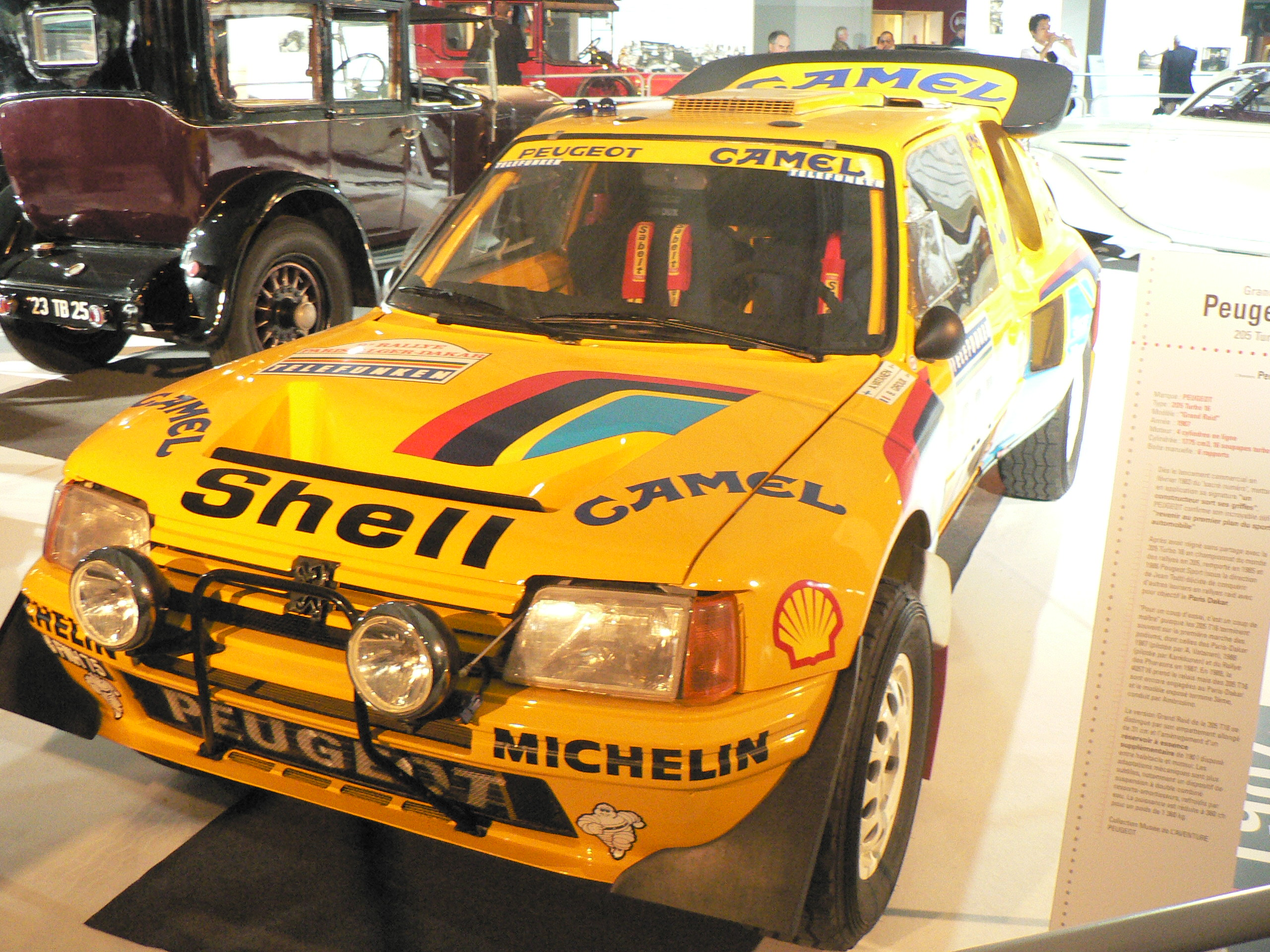
El Peugeot 205 T16 utilizado en el París Dakar.

Tras la prohibición de los del grupo B, las marcas encontraron diferentes alternativas para sus modelos que parecían destinados a los museos. En el caso del Peugeot 205, la marca francesa trabajó intensamente sobre él, se cortó a la mitad para añadirle un cuerpo central y ganar distancia entre ejes, se reforzaron las suspensiones, se le redujo la potencia y se reforzó la carrocería, todo ello pensado para competir en el París-Dakar y otras competiciones de raid africanos. El 205 ganó sin problemas, incluso en una versión posterior camuflado bajo la carrocería del Peugeot 405, al que llamaron Peugeot 405 T16. Los pilotos que lo lograron fueron Ari Vatanen, que ganó en 1987, 1989 y 1990, y Juha Kankkunen, haciendo lo mismo en 1988.

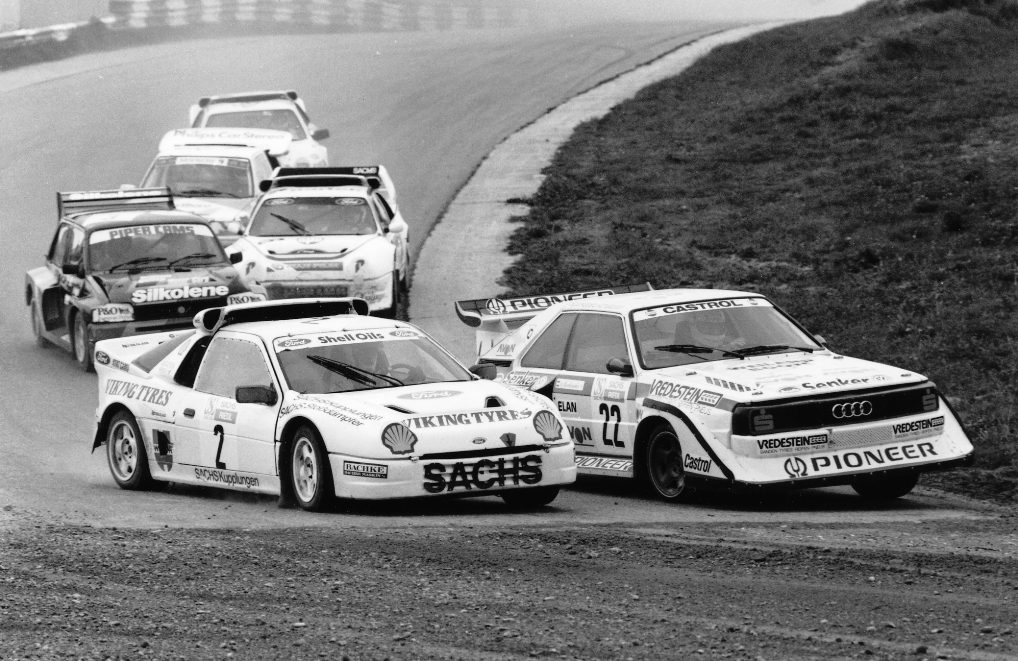
Un Audi Quattro (margen derecha de la imagen) junto a otros Grupo B en una competición de rallycross en 1989.

Otras marcas también reciclaron sus vehículos y los vendieron a pilotos privados que los utilizaron en campeonatos menos restrictivos, donde todavía era posible inscribirlos. En España varios de ellos, como el Ford RS 200 oficial, el Metro 6R4 y el Delta S4 compitieron en el campeonato de rally de tierra, saliendo vencedor en cinco ocasiones consecutivas con los pilotos Juan Carlos Oñoro y Gustavo Trelles. El Porsche 959 nunca participó en un rally del mundial, aunque compitió en el campeonato de Medio Oriente y en el Rally Dakar donde ganó en 1986. El Toyota Celica Twincam Turbo también compitió en el campeonato de Medio Oriente ganando tres títulos entre 1986 y 1988 con el piloto Mohammed Bin Sulayem. En rallyes regionales algunos grupo B más antiguos, como el Lancia 037 o el Renault 5 Turbo continuaron compitiendo ya que la prohibición de la FIA solo abarcaba a los modelos de tracción a las cuatro ruedas. Otra disciplina que acogió a estos automóviles fue el rallycross, tanto el europeo como el norteamericano. En ellos muchos Ford RS200, Metro 6R4 o 205 T 16 se vieron las caras en los circuitos de asfalto y tierra.

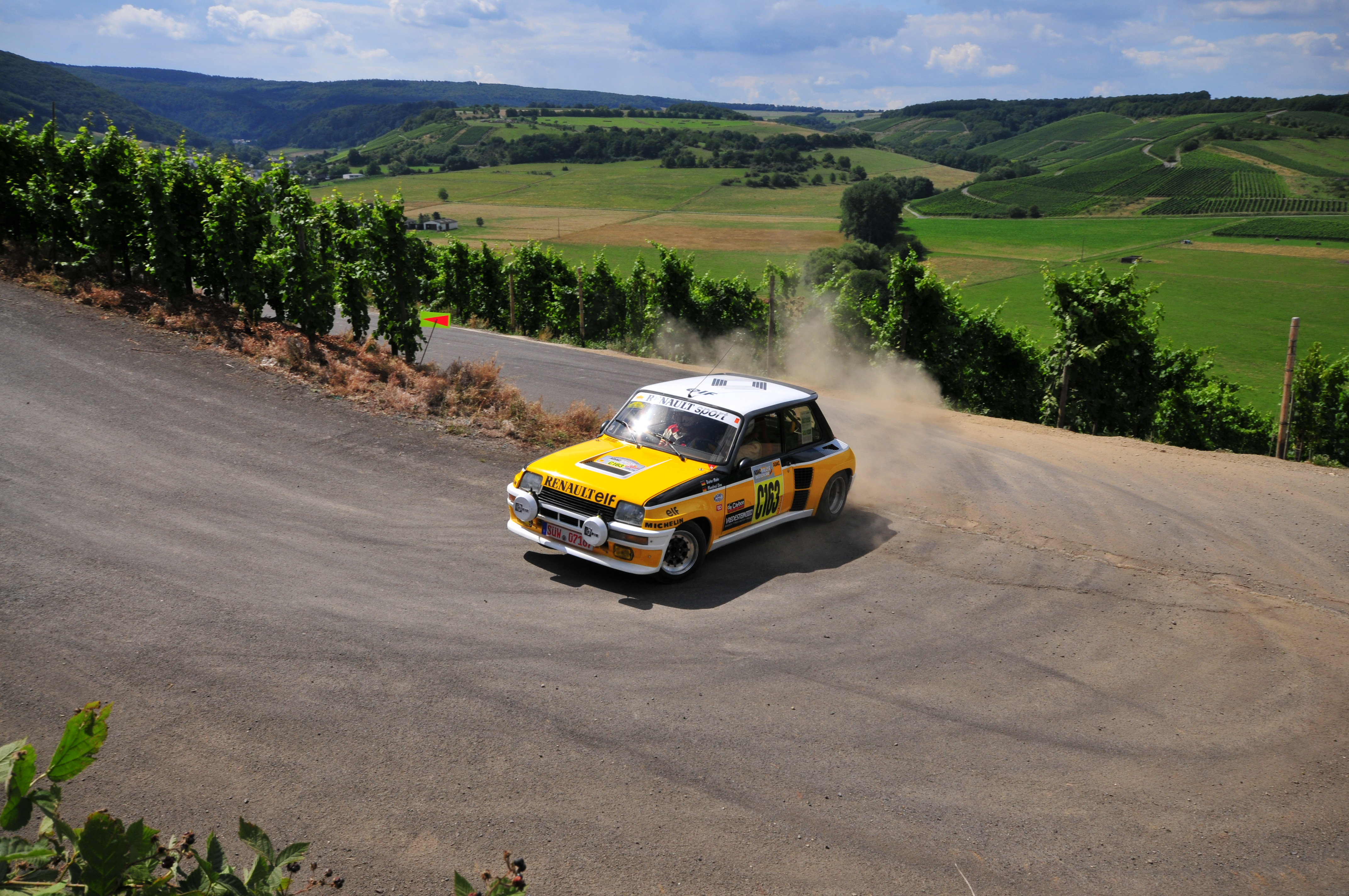
Un Renault 5 Turbo en el Rally de Alemania de 2008.

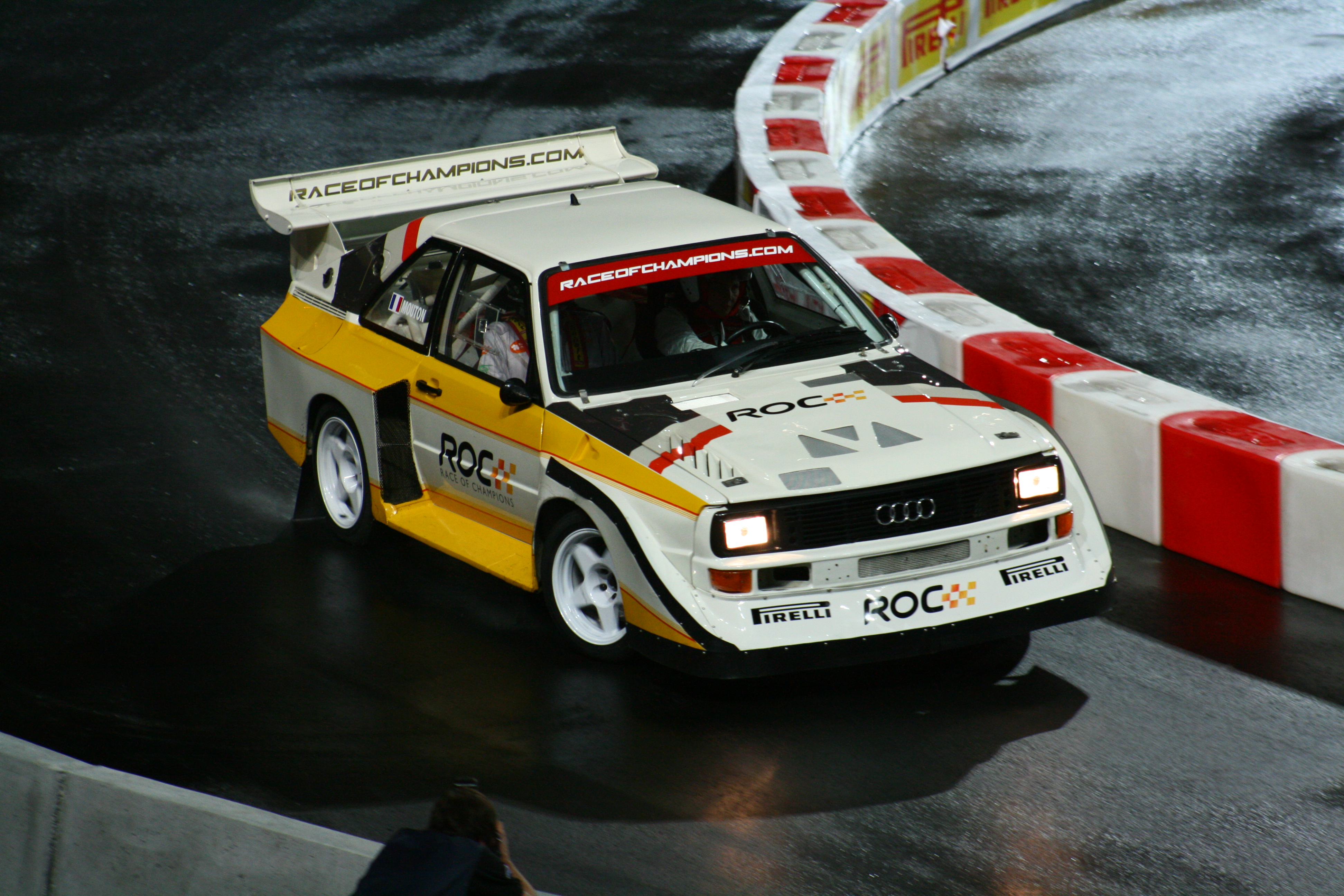
Un Audi Quattro durante la Race of Champions de 2007.

En los Estados Unidos donde se celebra la mítica carrera de montaña, la Pikes Peak International Hill Climb, varios grupo B compitieron logrando la victoria. Entre otros, el Audi Quattro S1 de 600 caballos pilotado por Walter Röhrl que ganó en 1987 y Michele Mouton que también logró vencer. Peugeot también preparó una unidad del 205 T16 para competir en Pikes Peak, al que añadió varios alerones y apéndices aerodinámicos para dar mayor agarre al vehículo. Vatanen fue el encargado de participar en la prueba americana y hubiese ganado de no haber roto un conducto del turbo muy cerca de la meta.
Audi, por su parte, usó su experiencia con la tracción integral y participó en las series Trans-Am donde triunfó en 1988 y en el IMSA GTO en 1989, finalizando segundo.
En la actualidad todavía es posible ver automóviles del grupo B compitiendo en rally. Por un lado, es frecuente verlo formando parte de una carrera, pero saliendo de último y sin entrar en la clasificación final y por otro, se organizan pruebas de rally de clásicos, tanto en la modalidad de regularidad como la de velocidad, donde los viejos autos se vuelven a enfrentar como en el pasado. También es posible verlos en festivales y eventos automovilísticos como la Race of Champions o el Goodwood Festival of Speed.

#### Destino de las unidades
Las unidades construidas por las marcas para competir han tenido diferentes destinos. Algunas terminaron en los museos de las propias marcas, especialmente los prototipos que nunca llegaron a competir, como el Moskvich 2141-KR, y los futuros grupo S como el Audi Sport Quattro RS 002 que se encuentra en el museo de Audi en Ingolstadt. Otras fueron a parar a manos de pilotos y particulares y el resto fueron destruidas en accidentes durante alguna competición. El piloto finés Juha Kankkunen posee un museo privado que atesora varios vehículos como un Peugeot 205 T16, un Audi Quattro S1, un Lancia Delta S4, entre otros. De las veinte unidades construidas del Citroën BX 4TC, una se conserva en los museos de la marca y otra en el Museo Hommel, del resto se desconoce su paradero aunque se cree que fueron destruidas. Del Opel Manta, algunas fuentes apuntan a que varias unidades fueron a parar a Irlanda o Inglaterra y del Toyota MR2 "222D" que se cree que se construyeron tres unidades, dos de ellas fueron destruidas y la tercera es posible que se encuentre intacta.

## Grupo S

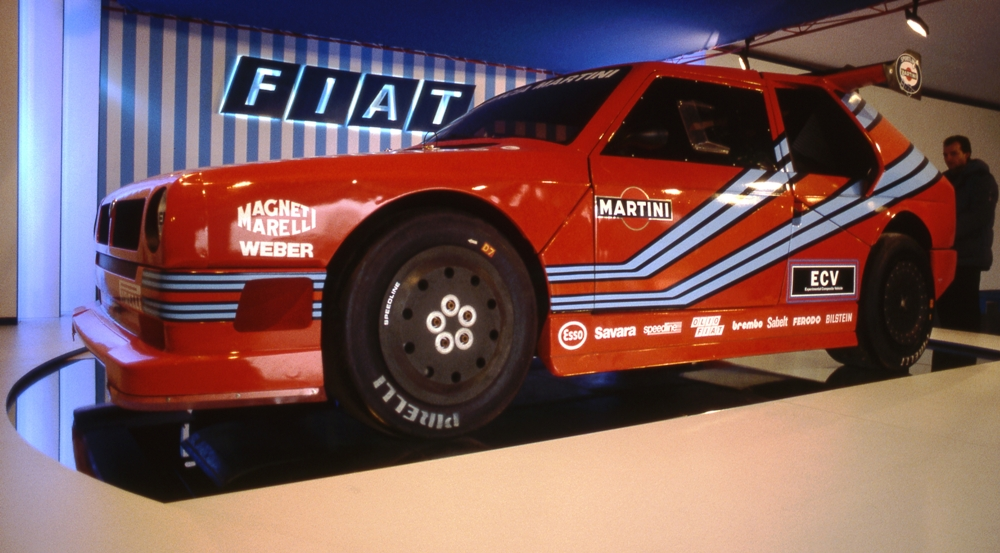
El Lancia ECV durante su presentación en 1986, iba a ser uno de los futuros Grupo S que nunca vieron la luz.

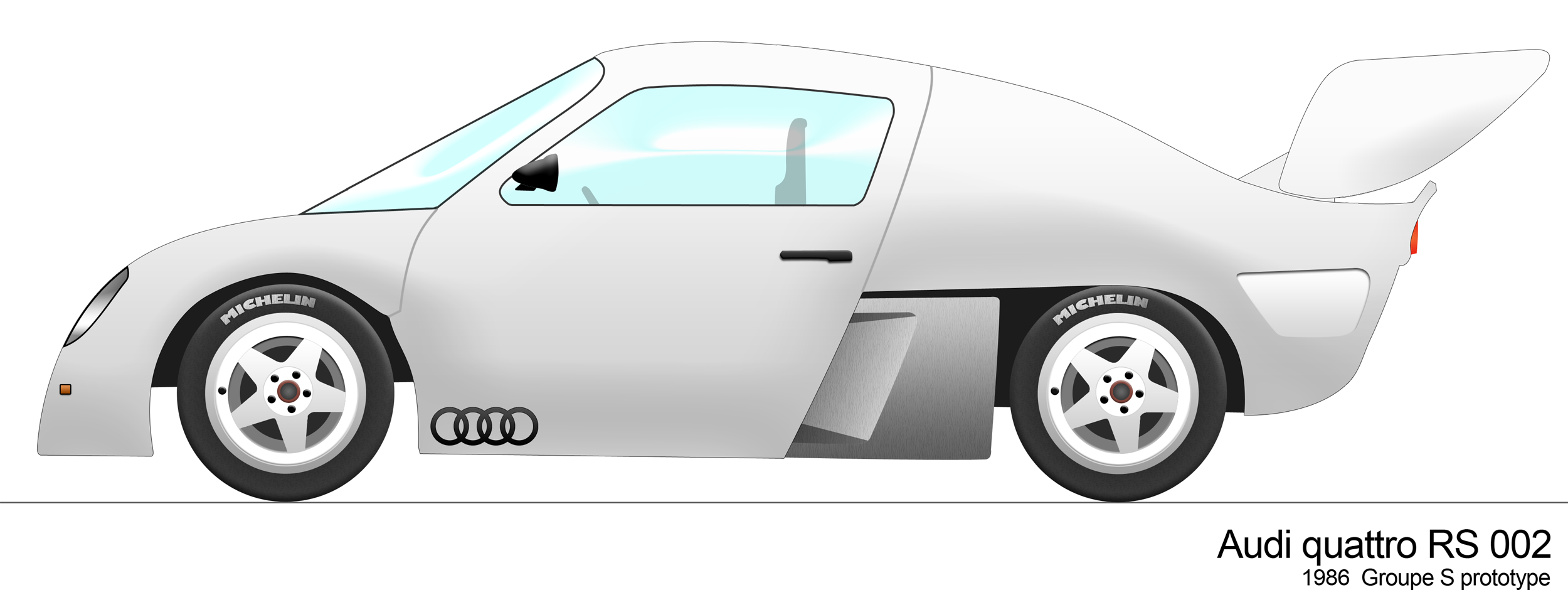
Boceto del futuro Grupo S del Audi Quattro RS 002.

En 1985 la FIA se encontraba redactando el que hubiese sido posiblemente el sustituto del grupo B, el denominado grupo S. Esta categoría estaba basado en la del grupo B, pero permitiría a las marcas homologar sus modelos solo construyendo 10 unidades, manteniendo las mismas características técnicas que los B, pero con la salvedad de que la potencia estaría limitada en 300 caballos, con soluciones que afectarían a la admisión del aire y la presión del turbo. También se aplicarían restricciones en el peso, y se aumentarían las medidas de seguridad. La prohibición de los autos grupo B en 1986 también detuvo el desarrollo de los autos grupo S y las marcas como Lancia, que se encontraban trabajando se centraron exclusivamente en el grupo A. Aunque la propuesta no prosperó, Lancia construyó el prototipo Lancia ECV y Toyota el Toyota MR2, mientras Audi y Ford estudiaban el desarrollo de nuevas propuestas para el Audi Sport Quattro y el RS200, respectivamente.

### Modelos del grupo S
- Peugeot 405 Turbo 16
- Lancia ECV[54]
- Toyota MR2 / Toyota 222D[52]
- Audi Sport Quattro RS 002[47]
- Lada Samara S-proto[nb 1]
- Opel Kadett 4S[51]

## Palmarés

### Campeonato mundial
Los del grupo B se adjudicaron entre 1983 y 1986 cuarenta y ocho victorias en total, subiéndose a lo más alto del podio en todas las pruebas del campeonato del mundo durante esos cuatro años. La primera de ellas fue en el Rally de Montecarlo de 1983 y la última en el Rally Olympus de 1986. Por modelos, el Peugeot 205 T16 logró 16 victorias y 28 podios; el Audi Quattro, sumando las victorias de sus diferentes evoluciones logró 13 victorias; el Lancia 037 sumó seis; el Lancia Delta S4 cuatro; el Toyota Celica TwinCam Turbo seis y el Renault 5 Maxi Turbo una victoria. Por otro lado, el Quattro ganó dos títulos de pilotos, de la mano de Hannu Mikkola (1983) y Stig Blomqvist (1984), y uno de constructores también en 1984. El 205 T16 dominó las temporadas 1985 y 1986 adjudicándose ambos campeonatos. Por su parte Lancia solo logró llevarse un campeonato de marcas en 1983 con el Lancia Rally 037. Otros automóviles que participaron en pruebas del mundial y que no consiguieron ganar, aunque si algún podio, fueron el Ford RS200, el Opel Manta 400, el Nissan 240 RS, el Porsche 911 SC/RS, Mazda RX-7, MG Metro 6R4 y el Citroën BX 4TC.
| Modelo                      | Victorias | Podios | Notas    |
| --------------------------- | --------- | ------ | -------- |
| Audi Quattro A2             | 9         | 27     | [ 56 ]   |
| Peugeot 205 Turbo 16        | 9         | 13     | [ 57 ]   |
| Peugeot 205 Turbo 16 Evo2   | 7         | 15     | [ 58 ]   |
| Toyota Celica TwinCam Turbo | 6         | 13     | [ 10 ]   |
| Lancia Rally 037            | 5         | 17     | [ 59 ]   |
| Lancia Delta S4             | 4         | 12     | [ 11 ]   |
| Audi Quattro A1             | 2         | 7      | [ 5 ]    |
| Lancia Rally 037 Evo        | 1         | 12     | [ 60 ]   |
| Audi Sport Quattro          | 1         | 7      | [ 61 ]   |
| Audi Quattro S1             | 1         | 3      | [ 62 ]   |
| Renault 5 Maxi Turbo        | 1         | 2      | [ 12 ]   |
| Nissan 240 RS               | 0         | 4      | [ nb 3 ] |
| Ford RS200                  | 0         | 1      | [ 63 ]   |
| MG Metro 6R4                | 0         | 1      | [ 64 ]   |
| Mazda RX-7                  | 0         | 1      | [ nb 4 ] |
| Porsche 911 SC/RS           | 0         | 1      | [ nb 5 ] |
| Opel Manta 400              | 0         | 1      | [ nb 6 ] |

### Campeonato de Europa
En el campeonato de Europa, Lancia dominó por completo el certamen, adjudicándose el título de pilotos entre 1983 y 1986. El Lancia 037 ganó tres títulos con los pilotos italianos Miki Biasion (1983), Carlo Capone (1984), Dario Cerrato (1985) y el Lancia Delta S4 uno en 1986 con Fabrizio Tabaton. Lancia diseñó cuatro versiones del Delta S4 para competir: la de Martini Racing, pilotado por Alen, Biasion y Toivonen, la de Jolly Club, pilotada por Dario Cerrato, una tercera que participó en el Olympus Rally en 1986 con Paolo Alessandrini y la de la Escudería Grifone, pilotada por Tabaton, esta última siendo la más laureada, puesto que logró siete victorias en el certamen europeo. El Porsche 911 SC RS logró tres victorias y el subcampeonato en 1984 con Henri Toivonen venciendo en el Rally Costa Smeralda, Rally de Ypres y Rally de Madeira.

### Campeonato de África y de Oriente Medio

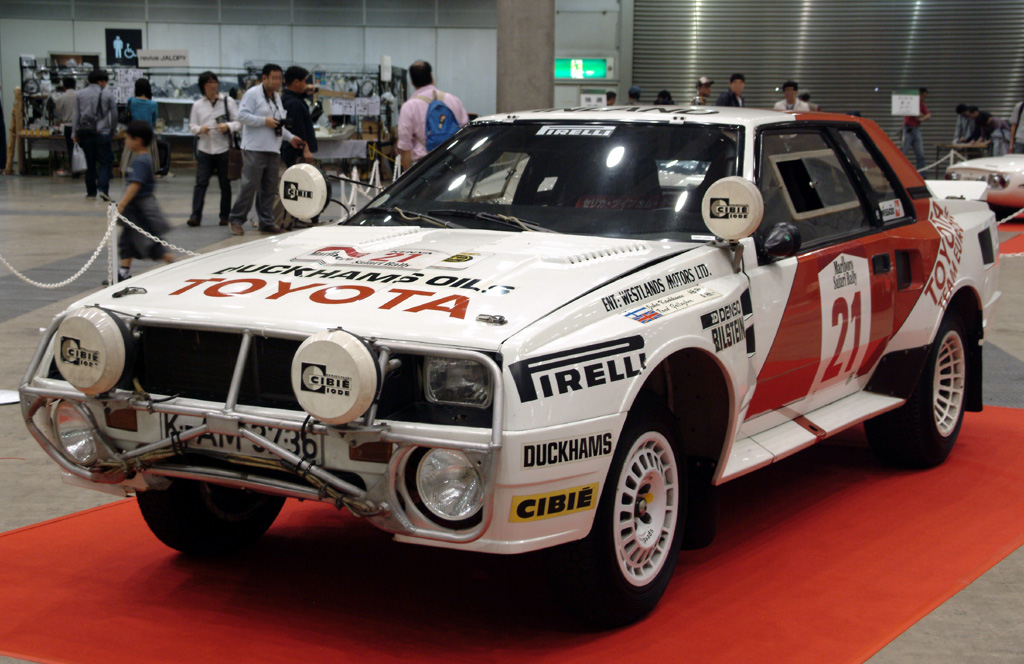
El Toyota Celica Twin Cam Turbo logró seis victorias en el mundial y tres títulos del campeonato de Oriente Medio.

En el campeonato africano el Opel Manta 400 venció en 1985 con Luc Requile y posteriormente el Nissan 240RS lo haría en 1986 con el francés Alain Ambrosino. En el campeonato de Oriente Medio de Rally el Porsche 911 SC logró vencer en 1984 y 1985 con el piloto catarí Saeed Al-Hajri y el Toyota Celica TCT logró tres títulos entre 1986 y 1988 con Mohammed Bin Sulayem.

### Campeonatos nacionales
En Alemania también vencería el Manta 400 en 1983 con Erwin Weber, posteriormente lo haría el Quattro con Harald Demuth y el 205 T16 con Kalle Grundel y Michèle Mouton en 1985 y 1986. En el campeonato austríaco el Audi Quattro ganó títulos con dos pilotos: Franz Wittmann (1983, 1984) y Wilfried Wiedner (1985, 1986). En Bélgica, el Porsche 911 SC ganó tres títulos consecutivos: Marc Duez (1982), Patrick Snijers (1983, 1984). El Lancia 037 vencería también con Snijers en 1985 y el piloto Robert Droogmans ganaría con el Ford RS200 en 1986. En el Campeonato de España de Rally el Renault 5 Turbo ganó el título en 1983 con Genito Ortiz, el Ferrari 308 GTB en 1984 con Antonio Zanini y el Lancia 037 en 1985 y 1986 con Salvador Serviá. En el certamen de tierra, el Citroën Visa venció en 1983 con Ricardo Muñoz, en 1984 el Talbot Samba Rally Proto lo haría gracias a Antonio Zanini, en 1985 Guillermo Barreras con el Renault 5 Turbo y en 1986 y 1987 Juan Carlos Oñoro vencería primero con el Opel Manta 400 y el Delta S4. Posteriormente el S4 vencería de nuevo entre 1988 y 1990 con el uruguayo Gustavo Trelles. En Finlandia el Audi Quattro se adjudicó el campeonato de su categoría en 1983, 1984, 1985, 1986, 1987 y 1988 con los pilotos Lasse Lampi, Antero Laine, Timo Heinonen y Petteri Lindström respectivamente. En Francia, ganaría el Opel Manta 400 con Guy Frequelin en 1983 y 1985, el Renault 5 Maxi Turbo con Jean Ragnotti en 1984 y el MG Metro 6R4 con Didier Auriol en 1986. En el certamen francés sobre tierra el Citroën Citroën Visa 1000 Pistes logró el título cinco veces consecutivas y con diferentes pilotos: François Chauche, Christian Dorche, Francis Bondil, Joël Royer y Maurice Chomat. En el Campeonato Británico de Rally el sueco Stig Blomqvist logró el título en 1983 con el Audi Quattro, un año después vencería el Opel Manta 400 con Jimmy McRae, vehículo que repetiría en 1985 con Russell Brookes. Por su parte el Ford RS200 que nunca había logrado una victoria en el mundial logró adjudicarse el título en 1986 pilotado por Mark Lovell. En Italia los vehículos con más éxitos fueron los pertenecientes a la marca Lancia, el 037 se llevó el título en 1983, 1983, 1984, 1985 y 1987 y el Delta S4 en 1986. Los pilotos que vencieron con estos fueron Antonio Tognana, Miki Biasion, Adartico Vudafieri, Fabrizio Tabaton y Dario Cerrato. En Portugal el piloto Joaquim Moutinho ganó el título de pilotos en 1985 y 1986 con el Renault 5 Turbo. En los Países Bajos el Mitsubishi Lancer Turbo ganó el título en 1982 con Wim Luijbregts, el Opel Manta 400 en 1984 y 1985 con Jan van der Marel y el Ford RS200 en 1986 con el sueco Stig Andervang. En Polonia el piloto local Marian Bublewicz ganó en 1987 el título con el FSO Polonez 2000.

## Automóviles del grupo B
Listado de modelos que obtuvieron la homologación como grupo B. Algunos modelos tuvieron varias homologaciones, como las seis del Audi Quattro. Se incluye un listado de once modelos que nunca llegaron a competir ya que no se completó su desarrollo y que quedaron como prototipos.
| Automóvil                      | N.º       | Fecha                                | Notas             |
| ------------------------------ | --------- | ------------------------------------ | ----------------- |
| Audi Quattro 80 A1             | B-671     | 1 de enero de 1981                   | [ 47 ]            |
| Audi Quattro A1                | B-229     | 1 de enero de 1983                   | [ 47 ]            |
| Audi 80 Quattro A2             | B-231     | 1 de enero de 1983                   | [ 47 ]            |
| Audi Quattro A2                | B-243     | 1 de enero de 1983                   | [ 47 ]            |
| Audi Quattro A2                | B-242     | 1 de mayo de 1983                    | [ 47 ]            |
| Audi Sport Quattro S1          | B-243     | 1 de mayo de 1984 1 de julio de 1985 | [ 47 ]            |
| BMW M1                         | B-240     | 1 de marzo de 1983                   | [ 83 ]            |
| Citroën BX 4TC                 | B-279     | 1 de octubre de 1986                 | [ 49 ]            |
| Citroën Visa Trophée           | B201      | 1 de enero de 1982                   | [ 49 ]            |
| Citroën Visa Chrono II         | B-219     | 1 de octubre de 1982                 | [ 49 ]            |
| Citroën Visa 1000 Pistes       | ?         | ?                                    | [ 49 ]            |
| Daihatsu Charade 926 Turbo     | B-268     | 1 de enero de 1985                   | [ 84 ]            |
| Ferrari 308 GTB Michelotto     | B-220     | 1 de octubre de 1982                 | [ 85 ]            |
| Ferrari 308 GTB Michelotto     | B-236     | 1 de enero de 1983                   | [ 85 ]            |
| Ferrari 308 Quattrovalvole     | B-241     | 1 de abril de 1983                   | [ 85 ]            |
| Ferrari 288 GTO                | B-273     | 1 de junio de 1985                   | [ 85 ]            |
| Ford RS200                     | B-280     | 1 de febrero de 1986                 | [ 86 ]            |
| FSO Polonez 2000 Rally         | B-261     | 1 de abril de 1984                   | [ 87 ]            |
| Lada VFTS                      | B-222     | 1 de octubre de 1982                 | [ 88 ]            |
| Lancia 037 Rally               | B-210     | 1 de abril de 1982                   | [ 54 ]            |
| Lancia Delta S4                | B-276     | 1 de noviembre de 1985               | [ 54 ]            |
| Mazda RX-7                     | B-255     | 1 de febrero de 1984                 | [ 89 ]            |
| MG Metro 6R4                   | B-277     | 1 de noviembre de 1985               | [ 90 ]            |
| Mitsubishi Lancer 2000 Turbo   | B-675     | 1 de abril de 1981                   | [ 91 ]            |
| Mitsubishi Lancer 2000 Turbo   | B-230     | 1 de enero de 1983                   | [ 91 ]            |
| Nissan 240 RS                  | B-233     | 1 de enero de 1983                   | [ 92 ]            |
| Opel Manta 400                 | B-237     | 1 de marzo de 1983                   | [ 51 ]            |
| Peugeot 205 Turbo 16           | B-262     | 1 de abril de 1984                   | [ 93 ]            |
| Peugeot 504 Pickup             | B-229     | 1 de diciembre de 1982               | [ 93 ]            |
| Porsche 924 Turbo Carrera GT   | B-203     | 1 de enero de 1982                   | [ 94 ]            |
| Porsche 911 SC RS              | B-207     | 1 de marzo de 1982                   | [ 94 ]            |
| Porsche 911 Turbo              | B-208     | 1 de enero de 1982                   | [ 94 ]            |
| Porsche 911 Turbo              | B-284     | 1 de junio de 1986                   | [ 94 ]            |
| Porsche 928 S                  | B-209     | 1 de enero de 1982                   | [ 94 ]            |
| Porsche 928 S                  | B-283     | 1 de junio de 1986                   | [ 94 ]            |
| Porsche 911 Carrera            | B-282     | 1 de junio de 1986                   | [ 94 ]            |
| Renault 5 Maxi Turbo           | ?         | ?                                    | [ 12 ] [ 95 ]     |
| Seat Fura Crono 1.6            | ?         | 1982                                 | [ 96 ]            |
| Škoda 130 LR                   | B-269     | 1 de enero de 1985                   | [ 97 ]            |
| Subaru XT 4WD Turbo            | B-275     | ?                                    | [ 98 ]            |
| Talbot Sunbeam                 | B-227     | 1 de diciembre de 1982               | [ 99 ]            |
| Talbot Samba                   | B-232     | 1 de enero de 1983                   | [ 99 ]            |
| Toyota Celica TwinCam Turbo    | B-239     | 1 de marzo de 1983                   | [ 52 ]            |
| Prototipos                     |           |                                      |                   |
| Alfa Romeo Alfasud Sprint 6C   | Prototipo | -                                    | [ 100 ]           |
| Daihatsu Charade DeTomaso 926R | Prototipo | -                                    | [ 84 ]            |
| Ferrari 288 GTO Evoluzione     | Prototipo | -                                    | [ 85 ]            |
| Ford Escort RS 1700T           | Prototipo | -                                    | [ 86 ] [ nb 7 ]   |
| Lada Samara EVA                | Prototipo | -                                    | [ 88 ]            |
| Mercedes-Benz 190E Cosworth    | Prototipo | -                                    | [ 101 ] [ nb 8 ]  |
| Mitsubishi Starion 4WD         | Prototipo | -                                    | [ 91 ] [ nb 9 ]   |
| Moskvich 2141-KR               | Prototipo | -                                    | [ 46 ]            |
| Peugeot 305 V6                 | Prototipo | -                                    | [ 102 ] [ nb 10 ] |
| Porsche 959                    | Prototipo | -                                    | [ 94 ]            |
| Talbot Horizon                 | Prototipo | -                                    | [ 99 ] [ nb 11 ]  |